# Mus (animal)
Mus es un género de roedores miomorfos de la familia Muridae que incluye la mayoría de los roedores llamados comúnmente ratones, si bien el nombre de ratón se usa para varias especies más pertenecientes a otros géneros. También se les conoce con el nombre de pericotes, lauchas o mineros.
Los fósiles más antiguos atribuidos a este género datan del Mioceno superior de Asia y África.

## Anatomía
Los ratones se caracterizan por tener un hocico puntiagudo, orejas pequeñas y redondeadas, cola escamosa y un alto índice de reproducción. Los ratones suelen distinguirse de las ratas por su tamaño. Generalmente, cuando se descubre un roedor múrido, su nombre común incluye el término ratón si es más pequeño, o rata si es más grande. Los términos comunes rata y ratón no son taxonómicamente específicos. El cuerpo de los ratones está cubierto de pelos, y separado en tres partes:
- La cabeza, donde se ubican la boca y los órganos sensoriales (olfativos, visuales, auditivos).
- El tronco, al cual están vinculados dos pares de miembros.
- La cola, situada más allá del ano, es más larga que el tronco y la cabeza.

### Cabeza
La cabeza se encuentra separada del tronco por un cuello señalado. Las ventanas nasales externas se abren a la cara ventral del morro; un poco más arriba, se encuentran los bigotes, que sirven como órganos táctiles. Los ojos del ratón están provistos de párpados; la boca, limitada por dos labios.

### Tronco
El tronco lleva lateralmente los dos pares de miembros; en su base están ubicadas las ubres y los orificios urinario, genital y anal.
La pata superior posee cuatro dedos bien desarrollados, terminados por garras, y cinco callosidades palmares. La pata inferior posee cinco dedos bien desarrollados.

## Historia natural
El más común y conocido es el ratón de casa  (Mus musculus), que es el segundo mamífero más extendido del planeta tras el ser humano. Aunque varias especies de ratones habitan en el ámbito doméstico, tanto como comensales de los humanos, como mascotas y animales de laboratorio, otras son de hábitat rural.
Las especies silvestres son predominantemente nocturnas, mientras que las especies criadas pueden estar activas en cualquier momento del día o de la noche. Son predominantemente terrestres, pero pueden trepar bien y, al menos en el caso del ratón doméstico, también nadar. Las grietas de las rocas, las madrigueras de tierra cavadas por ellos mismos o los refugios construidos por el hombre sirven como lugares de descanso. 
Los ratones se alimentan de una variedad de materiales vegetales, como semillas, raíces, hojas y tallos. Algunas especies también comen insectos y otros animales pequeños cuando están disponibles. Las especies que siguen la cultura comen cualquier alimento humano disponible. Puesto que son capaces de consumir las cosechas o las reservas de alimento humanas, se han desarrollado desde antiguo numerosos medios para combatir su presencia, incluyendo la domesticación de depredadores como el gato, el hurón, la jineta y varias mangostas. En la naturaleza son presa de varios mamíferos carnívoros, aves de presa diurnas y nocturnas,  lagartos, serpientes, sapos, grandes invertebrados depredadores y otros roedores.

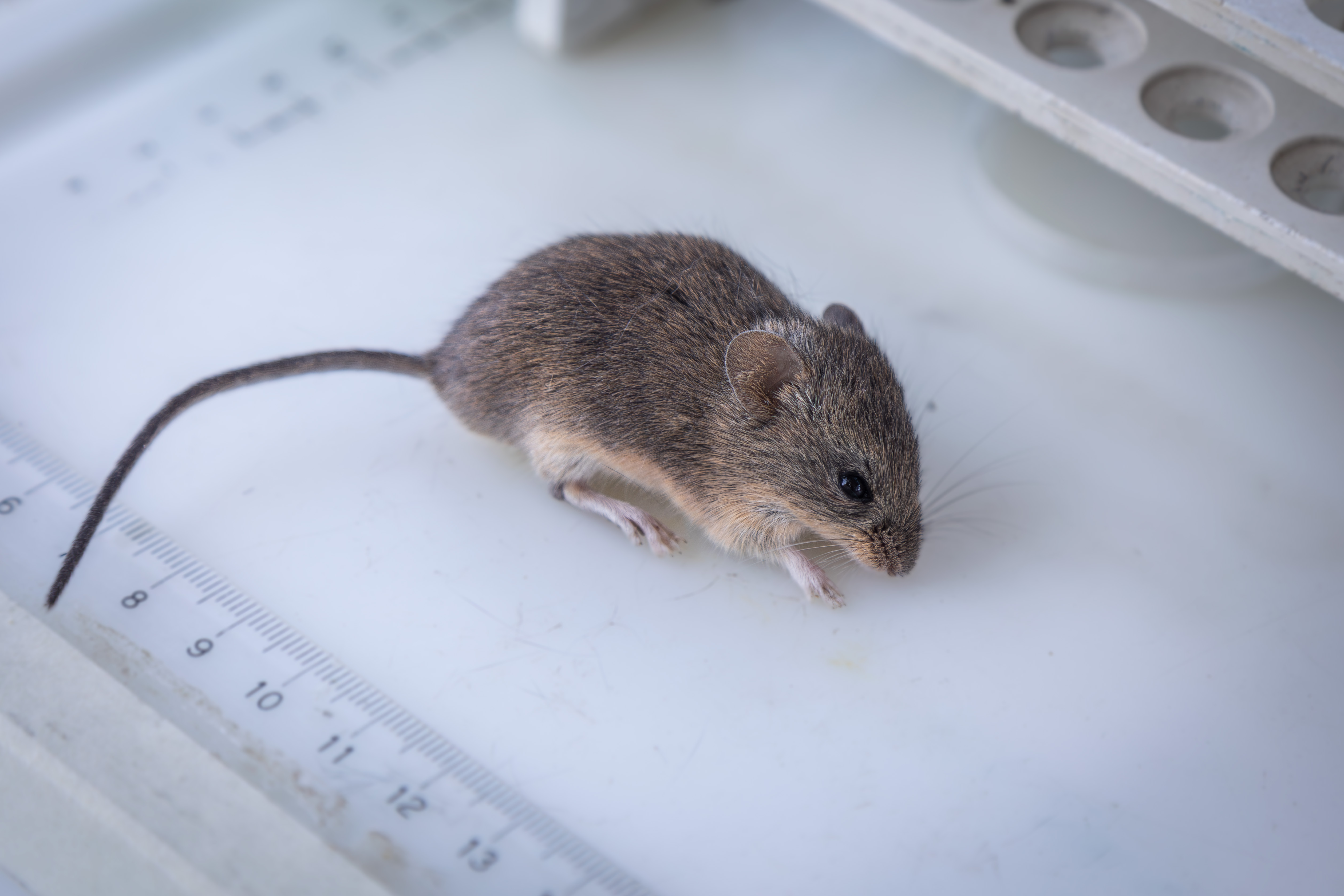
Un ratón maicero (Calomys musculinus).

Todo esto ocasiona que la vida de un ratón rara vez exceda los tres meses de duración, aunque en cautividad pueden llegar a los dos años. El ratón casero o doméstico puede ser una buena mascota, aunque su principal interés para los humanos radica en sus virtudes como animal de laboratorio: es fácil de alimentar, ocupa poco sitio, se reproduce con rapidez y es un mamífero, por lo que muchos de los resultados que tienen los experimentos sobre ellos coinciden muchas veces con los que tendrán luego sobre los humanos. El ratón doméstico es, además una de las primeras especies en las que se ha secuenciado su genoma de forma completa, así como una de las pocas que ha viajado al espacio exterior. En 2006 un grupo de ratones orbitó alrededor de la Tierra sometidos a una fuerza de gravedad como la de Marte.
Los ratones diferencian los tonos claros y oscuros, pero no pueden distinguir colores. Para ellos, el mundo está pintado en diversas tonalidades de gris.

## Emociones
Investigadores del Instituto Max Planck de Neurobiología han confirmado que los ratones tienen una variedad de expresiones faciales. Utilizaron visión artificial para identificar emociones humanas familiares como placer, disgusto, náusea, dolor y miedo.

## Nutrición
En la naturaleza, la mayoría de las especies de Mus son herbívoras, consumen todo tipo de frutas o granos de las plantas. Debido a esto, los ratones se adaptan bien a las zonas urbanas y son conocidos por comer todo tipo de restos de comida. A pesar de la creencia popular, la mayoría de los ratones no tienen un apetito especial por el queso. Solo comen queso a falta de otras opciones mejores. 
En cautividad, los ratones son alimentados con dieta comercial pildorada para ratones, pero son capaces de consumir toda clase de alimentos tanto en naturaleza como cautividad. La ingesta de alimentos es de aproximadamente 15 g por 100 gramos de peso corporal por día, la de agua es de aproximadamente 15 ml por cada 100 g de peso corporal por día.
La carne que devoran procede fundamentalmente de la carroña, en ocasiones perteneciente a otros individuos de su misma especie. Este canibalismo es frecuente en épocas de hambruna (ocasionadas muchas veces por las propias plagas de ratones cuando devoran todos los recursos del medio) y a veces se ha llegado a observar a algunos individuos en situación límite que se comían su propia cola.

## Sistemática
La especie de ratón más conocida es el ratón doméstico (Mus musculus). Existen 39 especies del género Mus en cuatro subgéneros:
| - Subgénero Pyromys - Mus luigicaxis - Mus platythrix - Mus saxicola - Mus phillipsi - Mus shortridgei - Mus fernandoni - Subgénero Coelomys - Mus mayori - Mus pahari - Mus crociduroides - Mus vulcani - Mus famulus - Subgénero Mus - Mus caroli - Mus cervicolor - Mus cookii - Mus booduga - Mus terricolor - Mus musculus - Mus spretus - Mus macedonicus - Mus spicilegus | - Subgénero Nannomys - Mus callewaerti - Mus setulosus - Mus triton - Mus bufo - Mus tenellus - Mus haussa - Mus mattheyi - Mus indutus - Mus setzeri - Mus musculoides - Mus minutoides - Mus orangiae - Mus mahomet - Mus sorella - Mus kasaicus - Mus neavei - Mus oubanguii - Mus goundae - Mus baoulei |

## Plagas

### Consecuencias
Una proliferación excesiva en la población de ratones puede significar una plaga. Esta situación, por ejemplo en los campos, lleva a la devastación de cultivos. Los ratones que habitan estas zonas pueden roer la corteza de árboles y arbustos, acabar con frutos almacenados, y devorar tallos o arbustos jóvenes.
Al igual que las ratas, las plagas de ratones pueden ser especialmente dañinas tanto para las cosechas humanas como para el medio ambiente, si se liberan en algún lugar donde carecen de depredadores. Esto ha ocurrido a lo largo de la historia en varias islas oceánicas, donde se convirtieron en una plaga que arrasó con varias plantas y las nidadas de aves endémicas, y llevaron a algunas especies hasta la extinción. Las malas condiciones de higiene en que se desarrollan en las ciudades convierte a los ratones, también, en importantes transmisores de diversos parásitos y enfermedades que pueden afectar al ser humano. En América del Norte, se ha vinculado la inhalación de polvo que ha estado en contacto con excrementos de ratón con el hantavirus, que puede causar el Síndrome pulmonar por hantavirus (HPS, por sus siglas en inglés). 

### Trampas y venenos
Por esta razón, se ha extendido el uso de trampas y venenos para combatirlos, a veces con dramáticos daños colaterales en las poblaciones de otras especies animales.

### Medidas de control
A la fecha, existen medidas de control químicas y comportamentales; las trampas pegajosas son más eficaces que las ratoneras clásicas, dada la capacidad del ratón de esquivar estas últimas; los sistemas de ultrasonido suelen ser otra alternativa, aunque se corre el riesgo de que el ratón se adapte a ellos; por último, los cebos anticoagulantes que matan por ingestión, pero que actúan después de varios días, para así evitar que el resto de ratones del grupo asocien su ingesta con la muerte.

## Ratones y salud humana
Los ratones son parte de la experimentación humana. Muchas de las pruebas tienen relación con nuevos productos que se lanzan al mercado, pero también son requeridos para probar nuevos medicamentos destinados a la cura de enfermedades humanas crónicas y mortales.
Después del brote de influenza H5N1 en China en 2006, científicos estadounidenses descubrieron que bajo entrenamiento, los ratones podían detectar a aves portadoras con este virus, de manera que evitarían un contagio masivo o amenaza de epidemia.

## Uso humano

### Como animales experimentales
Los ratones son animales experimentales comunes en la investigación de laboratorio en los campos de la biología y la psicología principalmente porque son mamíferos, y también porque comparten un alto grado de homología con los humanos. Son el organismo modelo mamífero más utilizado, más común que las ratas. El genoma del ratón ha sido secuenciado y prácticamente todos los genes del ratón tienen homólogos humanos. El ratón tiene aproximadamente 2.7 mil millones de pares de bases y 20 pares de cromosomas. También pueden ser manipulados de maneras que serían ilegales con humanos, aunque los activistas por los derechos de los animales a menudo se oponen. Un ratón knockout es un ratón genéticamente modificado que tiene uno o más de sus genes inoperables mediante un bloqueo de genes. Los sistemas modelo experimentales con ratones incluyen modelos de ratón de cáncer colorrectal e intestinal, modelos de ratón de síndrome de Down y modelos de ratón de metástasis de cáncer de mama.
Las razones para la selección común de ratones son que son pequeños y económicos, tienen una dieta muy variada, son fáciles de mantener y pueden reproducirse rápidamente. Varias generaciones de ratones pueden ser observadas en un tiempo relativamente corto. Los ratones suelen ser muy dóciles si se crían desde el nacimiento y se les proporciona suficiente contacto humano. Sin embargo, ciertas cepas han sido conocidas por ser bastante temperamentales.

### Como mascotas
Muchas personas compran ratones como mascotas compañeras. Pueden ser juguetones, cariñosos y pueden acostumbrarse a ser manipulados. Al igual que las ratas de mascota, los ratones de mascota no deben dejarse sin supervisión fuera, ya que tienen muchos depredadores naturales, incluyendo (pero no limitándose a) aves, serpientes, lagartos, gatos y perros. Los ratones machos tienden a tener un olor más fuerte que las hembras. Sin embargo, los ratones son cuidadosos al acicalarse y como mascotas nunca necesitan baño. Los ratones bien cuidados pueden ser mascotas ideales. Algunos productos comunes para el cuidado de los ratones son:
- Jaula: Usualmente una jaula para hámsteres o jerbos, pero ahora hay disponibles una variedad de jaulas especiales para ratones. La mayoría debería tener una puerta segura.[23]
- Comida: Hay disponible comida especial en forma de pellets y basada en semillas. Los ratones generalmente pueden comer la mayoría de los alimentos para roedores (para ratas, ratones, hámsteres, jerbos, etc.).
- Lecho: Usualmente hecho de pulpa de madera dura, como de álamo temblón, a veces de papel triturado sin tinta o de pulpa de madera virgen reciclada. Se evita el uso de lecho hecho de cáscara de maíz porque promueve el hongo Aspergillus y puede crecer moho una vez que se moja, lo cual es áspero para sus patas.

### Como alimento para otros animales
Los ratones son un alimento básico en la dieta de muchos pequeños carnívoros. En varios países, los ratones se utilizan como alimento para mascotas como serpientes, lagartos, ranas, tarántulas y aves rapaces, y muchas tiendas de mascotas tienen ratones con este propósito. Estos ratones se venden en varios tamaños y con diferentes cantidades de pelo. Los ratones sin pelo son más fáciles para el animal consumir; sin embargo, los ratones con pelo pueden ser más convincentes como alimento para los animales.

### Como alimento para los humanos
Los seres humanos han consumido ratones desde tiempos prehistóricos. En la Gran Bretaña victoriana, los ratones fritos aún se daban a los niños como remedio popular para la enuresis; mientras que Jared Diamond menciona que los ratones en crema se utilizaron en Inglaterra como suplemento dietético durante el racionamiento de la Segunda Guerra Mundial. Los ratones son considerados un manjar en el este de Zambia y el norte de Malawi, donde son una fuente estacional de proteína. La rata de campo es un alimento popular en Vietnam y países vecinos. Sin embargo, en muchos países el ratón ya no se consume como alimento.
En el antiguo Egipto, se recetaban curas que incluían ratones como medicina. Cuando los bebés estaban enfermos, las madres los comían como tratamiento. Se creía que el consumo de ratones por parte de la madre ayudaría a sanar al bebé enfermo.